# Стрільцов Зосим Іванович
Зосим Іванович Стрільцов (нар. 17 (29) квітня 1831, Слов'яносербськ, Катеринославська губернія — пом. 15 (27) травня 1885, Харків) — український ембріолог.

## Загальні відомості
Після закінчення Харківського університету (1854) у 1857—1874 працював лікарем у Катеринославі, одночасно вивчав проблеми теорії медицини.
З 1874 працював співробітником кафедри ембріології, гістології та порівняльної анатомії Харківського університету.
Праці Стрільцова присвячені вивченню діяння етеру на тваринний організм, дослідженню кровообігу і проблемі зародкового розвитку кісткової тканини.